# Base des Forces canadiennes Moose Jaw
Pour les articles homonymes, voir Moose Jaw (homonymie).
La base des Forces canadiennes (BFC) Moose Jaw est une base des Forces canadiennes située à Moose Jaw No. 161 à 7,4 km au sud de Moose Jaw en Saskatchewan. 
Elle ouvre en 1941, durant la Seconde Guerre mondiale, pour l'entraînement des pilotes britanniques et canadiens.
Elle est sous le contrôle de l'Aviation royale canadienne et utilisée pour l'entraînement au vol. La 15e Escadre Moose Jaw est la principale unité occupant la base. L'aérodrome est nommé Moose Jaw/Air Vice Marshal C.M. McEwen Airport en l'honneur de l'Air Vice-Marshal Clifford McEwen. Celui-ci est également utilisé civilement et comporte du personnel de l'Agence des services frontaliers du Canada qui ne dessert que les aéronefs de l'escadre.